# José Luis Rico
José Luis Rico Ibáñez (Melgar de Fernamental, 14 febbraio 1944) è un ex calciatore spagnolo, di ruolo difensore.

## Caratteristiche tecniche
All'inizio della sua carriera giocò come difensore centrale. Dal momento del suo passaggio all'Osasuna in poi, ricoprì il ruolo di terzino destro, anche se all'occorrenza poteva spostarsi sulla fascia opposta.

## Carriera
Nacque nella Provincia di Burgos ma si trasferì in gioventù con la famiglia nei Paesi Baschi. Iniziò a giocare nell'Union Sport San Vicente di Barakaldo. In quella squadra giocò in difesa con Iñaki Sáez, futuro commissario tecnico della Nazionale spagnola. Un altro compagno di reparto delle giovanili fu Alfredo Pascual Sanz, anch'egli arrivò a giocare in Primera División.
Nel 1960 fece il suo debutto da professionista con la Sociedad Deportiva Indautxu. La squadra di Bilbao militava all'epoca in Segunda Divisiòn. Rico esordì il 5 settembre 1965 contro l'Osasuna e conservò il posto da titolare durante tutta la stagione, allenato da Ferdinand Daučík e successivamente da José María García de Andoin. La squadra basca ottenne la salvezza e nella stagione successiva, allenato da Rafael Iriondo, Rico mantenne il posto da titolare, realizzando anche tre reti. Durante questa stagione però l'Indautxu retrocesse, arrivando all'ultimo posto in classifica.
Rico continuò a giocare in Segunda División, trasferendosi all'Osasuna. Esordì con la nuova maglia il 10 settembre 1967, contro il Celta Vigo, collezionò 18 presenze in campionato e un gol, realizzato contro il Racing Santander. La squadra navarra retrocesse arrivando al penultimo posto, ma le prestazioni di Rico attirarono l'interesse del Real Saragozza, squadra di Primera División.
Rico si trasferì al Real Saragozza all'inizio della stagione 1968-1969, ottenendo subito un posto da titolare in difesa. Esordì il 15 settembre contro l'Athletic Club. Tre giorni dopo arrivò anche il suo debutto europeo, giocando da titolare in una trasferta di Coppa delle Fiere contro il Botev Plovdiv, che vide i bulgari vittoriosi per 3-1. Al termine della stagione il Real Saragozza ottenne la salvezza confermandosi in massima serie.
Nella stagione successiva Rico mantenne il posto da titolare, con il nuovo allenatore Héctor Rial. Nella stagione 1970-1971 il club retrocesse, Rico restò in Aragona anche nell'anno successivo, ottenendo una rapida promozione dalla Segunda División grazie al terzo posto in classifica. In questa stagione realizzò la sua prima rete per il Real Saragozza, in una vittoria per 4-3 contro il Pontevedra.
Nella stagione 1972-1973 giocò per 90 minuti tutte le 34 giornate di campionato, mettendo a segno anche due gol. Allenato da Luis Cid Pérez, il club concluse il campionato all'ottavo posto.
Nella stagione successiva il Real Zaragoza arrivò al terzo posto in campionato, miglior piazzamento della sua storia fino a quel momento. Gli aragonesi migliorarono questo record l'anno successivo, arrivando al secondo posto, dietro ai campioni del Real Madrid. In questa stagione Rico fece anche il suo esordio in Coppa Uefa, l'11 settembre 1974 contro il Vitoria Setúbal.
Nella stagione 1975-1976 il club arrivò in finale di Coppa di Spagna ma fu sconfitto dall'Atlético Madrid. L'anno successivo il Real Saragozza retrocesse, e Rico lasciò il club dopo nove stagioni e 275 presenze, ritirandosi dal calcio all'età di 33 anni.
Dopo il ritiro continuò a vivere a Saragozza. Lavorò come responsabile delle vendite in un autosalone.